# Mirafra gilletti
Mirafra gilletti là một loài chim trong họ Alaudidae.